# Blepharomyia pagana
Blepharomyia pagana är en tvåvingeart som först beskrevs av Johann Wilhelm Meigen 1824.  Blepharomyia pagana ingår i släktet Blepharomyia och familjen parasitflugor. Arten är reproducerande i Sverige. Inga underarter finns listade i Catalogue of Life.